# 張三異
張三異，字鲁如，汉阳人。清朝政治人物、進士出身。
順治六年，登進士，歷任紹興府知府，有《来青园集》。